# Old Harlow
Old Harlow is een wijk in Harlow, in het Engelse graafschap Essex. In 2001 telde de wijk 5879 inwoners.

Old Harlow is het historische deel van de New Town en district Harlow. Old Harlow stond bekend als Harlow vóór de bouw van Harlow New Town, waarna het werd omgedoopt tot Old Harlow en een wijk werd van het huidige district. Old Harlow ligt in het noordoosten van de nieuw uitgebouwde plaats, het is evident het oudste deel van het district. Old Harlow dateert van vóór de eerste geschreven vermelding in het Domesday Book van 1086, dus het is onbekend wanneer de plaats oorspronkelijk is ontstaan. Oorspronkelijk zou Old Harlow het centrale gebied van Harlow New Town worden, maar vanwege de hoeveelheid sloopwerkzaamheden en het verlies van landbouwgrond werd besloten om Harlow New Town ten westen van Old Harlow te bouwen. Toen Harlow New Town werd gebouwd, leek Old Harlow vergeten en raakte achter in zijn ontwikkeling. Pas in 1977 werd Old Harlow verbeterd met de bouw van een gezondheidsdienst en een dagcentrum voor ouderen. Old Harlow heeft zijn oude karakter behouden, een aantal gebouwen zijn trouwens erkend als monument van onroerend erfgoed. De wijk Old Harlow omvat 2.498 woningen.